# Gauliga Mittelrhein 1939/40
Die Gauliga Mittelrhein 1939/40 war die siebte Spielzeit der Gauliga Mittelrhein des Deutschen Fußball-Bundes. Die Gauliga wurde in dieser Saison erstmals in zwei Gruppen mit sechs, bzw. sieben Mannschaften im Rundenturnier ausgespielte. Die beiden Gruppensieger trafen dann in zwei Finalspielen aufeinander. Am Ende setzte sich der Mülheimer SV 06 durch und wurde zum zweiten Mal Gaumeister. Dadurch qualifizierten sich die Mülheimer für die deutsche Fußballmeisterschaft 1939/40, bei der sie in einer Gruppe mit dem FC Schalke 04, Fortuna Düsseldorf und dem CSC 03 Kassel den dritten Platz erreichten, welcher nicht zum Weiterkommen ausreichte. Mit Rhenania Würselen, Alemannia Aachen und TuS Neuendorf stiegen drei Mannschaften ab. Da die Gaumeisterschaft in der nächsten Saison mit zehn Mannschaften ausgespielt wurde, gab es keine Aufsteiger aus den Bezirksligen.

## Gruppe 1
| Pl. | Verein            | Sp. | S | U | N | Tore    | Quote | Punkte |
| --- | ----------------- | --- | - | - | - | ------- | ----- | ------ |
| 1.  | Mülheimer SV 06   | 12  | 8 | 3 | 1 | 056:140 | 4,00  | 19:50  |
| 2.  | SpVgg Sülz 07 (M) | 12  | 6 | 5 | 1 | 024:180 | 1,33  | 17:70  |
| 3.  | VfL Köln 1899     | 12  | 6 | 2 | 4 | 036:230 | 1,57  | 14:10  |
| 4.  | VfR Köln 04 rrh.  | 12  | 5 | 3 | 4 | 035:320 | 1,09  | 13:11  |
| 5.  | SG Düren 99 (N)   | 12  | 4 | 3 | 5 | 027:280 | 0,96  | 11:13  |
| 6.  | Rhenania Würselen | 12  | 3 | 1 | 8 | 021:490 | 0,43  | 07:17  |
| 7.  | Alemannia Aachen  | 12  | 0 | 3 | 9 | 012:470 | 0,26  | 03:21  |

| (M) | Titelverteidiger               |
| (N) | Aufsteiger aus der Bezirksliga |

## Gruppe 2
| Pl. | Verein              | Sp. | S | U | N | Tore    | Quote | Punkte |
| --- | ------------------- | --- | - | - | - | ------- | ----- | ------ |
| 1.  | SSV Troisdorf 05    | 10  | 9 | 0 | 1 | 047:160 | 2,94  | 18:20  |
| 2.  | Bonner FV 01 (N)    | 10  | 5 | 3 | 2 | 027:140 | 1,93  | 13:70  |
| 3.  | TuRa Bonn           | 10  | 4 | 1 | 5 | 021:320 | 0,66  | 09:11  |
| 4.  | SV Beuel 06         | 10  | 3 | 1 | 6 | 022:350 | 0,63  | 07:13  |
| 5.  | Spvgg Andernach (N) | 10  | 2 | 3 | 5 | 023:380 | 0,61  | 07:13  |
| 6.  | TuS Neuendorf       | 10  | 3 | 0 | 7 | 027:320 | 0,84  | 06:14  |

| (N) | Aufsteiger aus der Bezirksliga |

## Finale Gaumeisterschaft
|                                   | Gesamt |                                 | Hinspiel | Rückspiel |
| --------------------------------- | ------ | ------------------------------- | -------- | --------- |
| Mülheimer SV 06 (Sieger Gruppe 1) | 6:3    | SSV Troisdorf (Sieger Gruppe 2) | 5:1      | 1:2       |